# Сєверов Петро Федорович
Петро́ Фе́дорович Сє́веров (Івано́в) (нар. 10 липня 1910, Лисичанськ — пом. 1992, Київ) — радянський прозаїк, журналіст.

## Життєпис
Народився  10 липня 1910 року в місті Лисичанську (тепер Луганська область, Україна) в родині службовців. Батько його, Федір Іванов, був жандармом у Російській імперії. Дитинство Петра проходило близько шахти «Корунд», що в селі Привільному.
У 1920-ті роки навчавться в гірничо промисловому училищі № 2. У п'ятнадцять років працював помічником на шахті «Дагмара». Після її закриття Петро залишається без роботи та подається до Маріуполя, де й взнав про робітничий факультет, що в Москві, куди згодом і вступив. Після навчання ходив у плавання кораблями Радянського торговельного флоту.
В 1933 році закінчив Далекосхідний педагогічний інститут. Після чого повернувся на батьківщину, де в редакції журналу «Литературный Донбасс» розпочав свою літературну діяльність.
Свою першу розповідь «Вдохновение» Петро Сєверов написав, коли був на флоті, яку опублікував у журналі «Литературный Донбасс» 1934 року. Того ж року в Сталіному виходить його збірка «Новеллы о сердце», де він підписується як Сєверов, через минуле свого батька. В 1935 році в різних видавництвах виходять відразу п'ять його книг, де він розповідає про тих, кого зустрів під час служби на флоті.
В 1936 році переїхав до Києва. У період Другої світової війни Петро служив кореспондентом армійських та фронтових газет. У видавництві Політуправління Південного фронту виходять його книжки «Комиссары в бою», «Курс на Запад», «Боевые рейсы мирных машин».
У післявоєнні часи видаються книги письменника, де він описує море та Донщину — «Морские были», «„Рюрик“ в океане», «Курс — Норд», «Беспокойный инок Игнатий», «В русской Америке», «Казак Семейка — служилый человек», «Мореплаватель из Нежина», «Весна в Донбассе» та інші.
7 листопада 1959 року виходить радянський фільм, виробництва кіностудії ім. О. Довженка, «Его поколение», сценаристом якого є Петро Сєверов. А 1960 року Петра Федоровича нагороджено Орденом Трудового Червоного Прапора.
Помер в 1992 році в Києві.